# Litoria paraewingi
Litoria paraewingi es una especie de anfibio anuro de la familia Pelodryadidae.

## Distribución geográfica
Es endémica de Australia. Habita en el noreste de Victoria y el sureste de Nueva Gales del Sur.

## Descripción
Los machos miden de 21 a 28 mm y las hembras de 34 a 36 mm. Es de color marrón pálido con una franja desde el hocico sobre los ojos y el cuerpo. Partes de sus patas son amarillo pálido o naranja. Se ve muy similar a Litoria ewingii.
Litoria paraewingi está tan estrechamente relacionada con Litoria ewingii que pueden tener hijos híbridos en la naturaleza, aunque esto es raro. Los científicos estudiaron el ADN nuclear y ADN mitocondrial de las ranas híbridas y descubrieron que se trataba de machos L. paraewingi apareándose con hembras L. ewingii más de la mitad del tiempo.

## Hábitat
Puede vivir en bosques o praderas. Vive en cuerpos de agua que están quietos o de flujo lento, como arroyos, zanjas, lagos, remansos de ríos y represas. Pone sus huevos en la vegetación sumergida.

## Publicación original
- Watson, Loftus-Hills & Littlejohn, 1971 : The Litoria ewingi complex (Anura: Hylidae) in south-eastern Australia. I. A new species from Victoria. Australian Journal of Zoology, vol. 19, n.º 4, p. 401-416.[9]